# Rhône
 Ovo je glavno značenje pojma Rhône. Za druga značenja pogledajte Rhône (razdvojba).
Rhône je 813 km duga rijeka koja protječe kroz Švicarsku i jugoistočnu Francusku i ulijeva se u Sredozemno more deltom Camargue zapadno od Marseillea. U Švicarskoj protječe kroz Ženevsko jezero. 